# Amt Beetzsee
Amt Beetzsee är ett administrativt kommunalförbund (i brandenburgsk förvaltningsrätt: Amt), beläget i norra delen av Landkreis Potsdam-Mittelmark i förbundslandet Brandenburg i Tyskland, norr om staden Brandenburg an der Havel. Amtet bildades 1992 av de dåvarande 16 kommunerna i området och sköter kommunala uppgifter åt de ingående kommunerna.
De ingående kommunerna är Beetzsee, som är säte för administrationen, samt Beetzseeheide, staden Havelsee och kommunerna Päwesin och Roskow, med en sammanlagd befolkning på 8 196 invånare (2012).

## Befolkning
- Befolkningsutveckling sedan 1875 inom nuvarande kommungränser.
- Aktuella befolkningsutveckling (blå linje) och prognoser.

| År   | Invånare |
| ---- | -------- |
| 1875 | 8 712    |
| 1890 | 9 402    |
| 1910 | 8 990    |
| 1925 | 8 871    |
| 1933 | 8 565    |
| 1939 | 9 351    |
| 1946 | 11 597   |
| 1950 | 11 689   |
| 1964 | 8 836    |
| 1971 | 8 657    |

| År   | Invånare |
| ---- | -------- |
| 1981 | 7 443    |
| 1985 | 7 183    |
| 1989 | 6 982    |
| 1990 | 6 846    |
| 1991 | 6 767    |
| 1992 | 6 747    |
| 1993 | 6 788    |
| 1994 | 6 988    |
| 1995 | 7 296    |
| 1996 | 7 659    |

| År   | Invånare |
| ---- | -------- |
| 1997 | 8 137    |
| 1998 | 8 496    |
| 1999 | 8 751    |
| 2000 | 8 892    |
| 2001 | 8 898    |
| 2002 | 8 860    |
| 2003 | 8 852    |
| 2004 | 8 792    |
| 2005 | 8 666    |
| 2006 | 8 630    |

| År   | Invånare |
| ---- | -------- |
| 2007 | 8 590    |
| 2008 | 8 558    |
| 2009 | 8 515    |
| 2010 | 8 473    |
| 2011 | 8 264    |
| 2012 | 8 196    |
| 2013 | 8 136    |
| 2014 | 8 173    |
| 2015 | 8 141    |
| 2016 | 8 205    |

| År   | Invånare |
| ---- | -------- |
| 2017 | 8 192    |
| 2018 | 8 261    |
| 2019 | 8 307    |
| 2020 | 8 295    |

Detaljerade källor anges i Wikimedia Commons..